# Türk Hava Yolları Spor Kulübü
Türk Hava Yolları Spor Kulübü – turecki klub siatkarski kobiet, powstały w 1979 w Stambule. Klub od 2016 roku występuje w rozgrywkach Vestel Venus Sultanlar Ligi. Głównym sponsorem klubu jest Turkish Airlines (tureckie linie lotnicze).

## Trenerzy
| Sezon         | W klubie         | Imię i nazwisko     |
| ------------- | ---------------- | ------------------- |
| 2018/2019     |                  | Suphi Doğanc        |
| 2019/2020     | do 11.2019       | Suphi Doğanc        |
| 2019/2020     | od 28.11.2019    | Marcello Abbondanza |
| 2020/2021     |                  | Marcello Abbondanza |
| 2021/2022     |                  | Marcello Abbondanza |
| 2022/2023     | do 14.02.2023    | Marcello Abbondanza |
| 2022/2023     | od 02.03.2023    | Mehmet Kamil Söz    |
| 2023/2024     |                  | Zé Roberto          |
| 2024/2025     |                  | Zé Roberto          |
| do 22.10.2024 |                  | Zé Roberto          |
| od 25.10.2024 | Mehmet Kamil Söz |                     |
| 2025/2026     |                  | Saim Pakkan         |

## Bilans sezon po sezonie
| Sezon     | Rozgrywki ligowe | Puchar Turcji         | Europejskie puchary | Europejskie puchary |
| Sezon     | Miejsce          | Puchar Turcji         | Rozgrywki klubowe   | Osiągnięcie         |
| --------- | ---------------- | --------------------- | ------------------- | ------------------- |
| 2016/2017 | 4. miejsce       |                       |                     |                     |
| 2017/2018 | 1. miejsce       |                       |                     |                     |
| 2018/2019 | 6. miejsce       | ćwierćfinał           |                     |                     |
| 2019/2020 | —                | awans do ćwierćfinału | Puchar Challenge    | awans do 1/2 finału |
| 2020/2021 | 3. miejsce       | ćwierćfinał           | Puchar Challenge    | półfinał            |
| 2021/2022 | 4. miejsce       | półfinał              | Liga Mistrzyń       | faza grupowa        |
| 2022/2023 | 4. miejsce       | półfinał              | Puchar CEV          | półfinał            |
| 2023/2024 | 4. miejsce       | półfinał              | Puchar CEV          | 1/8 finału          |
| 2024/2025 | 6. miejsce       | półfinał              | Puchar CEV          | półfinał            |

- Rozgrywki ligowe w sezonie 2019/2020 zostały przerwane z powodu rozprzestrzenia się koronawirusa w Turcji

Poziom rozgrywek:
     pierwszy, najwyższy ogólnokrajowy
     drugi
     trzeci
     czwarty
     piąty

## Sukcesy
Liga turecka:
- 2021

## Kadra

### Sezon 2025/2026[9]
| Nr | Imię i nazwisko    | Data ur. | Wzrost | Pozycja      |
| -- | ------------------ | -------- | ------ | ------------ |
| 1  | Melis Yılmaz       | 1997     | 167    | libero       |
| 4  | Tuğba İvegin       | 1998     | 184    | przyjmująca  |
| 9  | Büşra Kılıçlı      | 1990     | 185    | środkowa     |
| 11 | Anti Wasilandonaki | 1996     | 196    | atakująca    |
| 17 | Júlia Bergmann     | 2001     | 196    | przyjmująca  |
| 21 | Roberta Ratzke     | 1990     | 185    | rozgrywająca |
| 22 | Hanna Orthmann     | 1998     | 185    | przyjmująca  |
| 44 | Karmen Aksoy       | 2003     | 190    | środkowa     |
|    | Anna Adelusi       | 2003     | 188    | atakująca    |

### Sezon 2024/2025

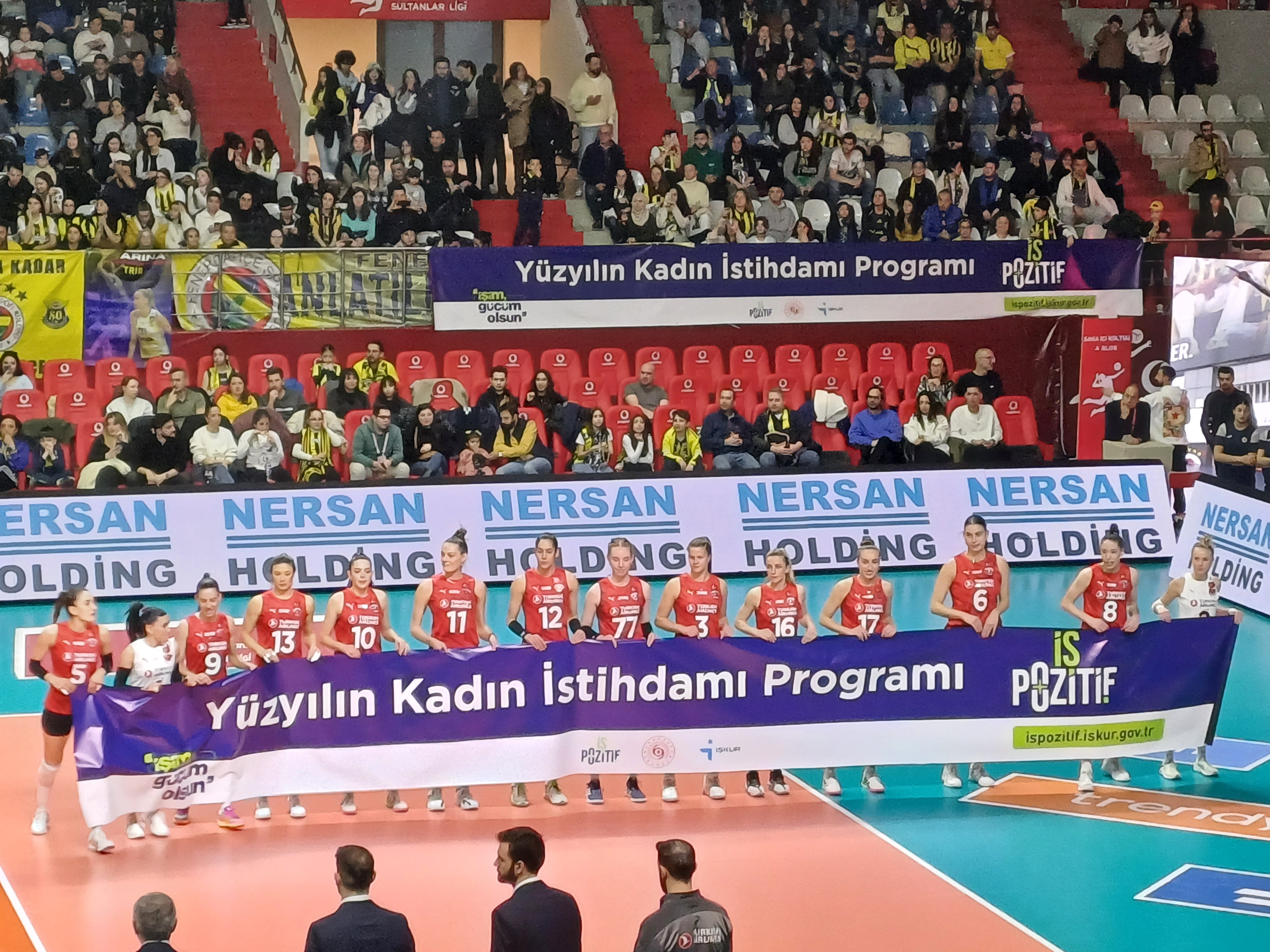
Siatkarki THY Stambuł w sezonie 2023/2024

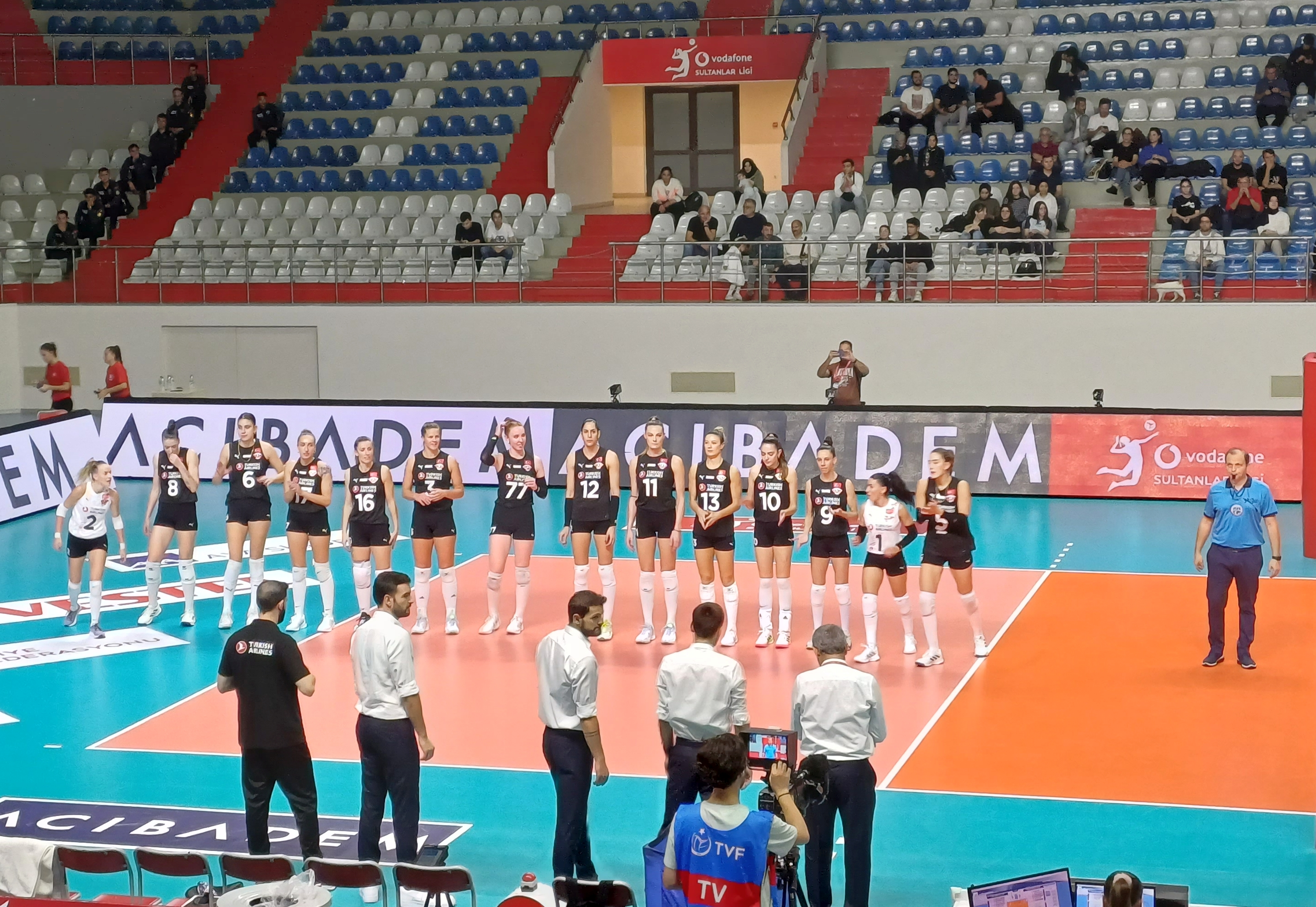
Siatkarki THY Stambuł w sezonie 2023/2024

| Nr | Imię i nazwisko                | Data ur. | Wzrost | Pozycja      |
| -- | ------------------------------ | -------- | ------ | ------------ |
| 1  | Melis Yılmaz                   | 1997     | 167    | libero       |
| 2  | Buse Kayacan                   | 1992     | 176    | libero       |
| 3  | Emine Arıcı                    | 1997     | 193    | środkowa     |
| 4  | Tuğba İvegin                   | 1998     | 184    | przyjmująca  |
| 6  | Özlem Tuğral                   | 2001     | 175    | rozgrywająca |
| 7  | Çağla Çiçekoğlu                | 1995     | 178    | rozgrywająca |
| 8  | Ada Germen Korkmaz             | 1997     | 183    | przyjmująca  |
| 9  | Büşra Kılıçlı                  | 1990     | 185    | środkowa     |
| 10 | Selin Coşkun                   | 2005     | 182    | atakująca    |
| 11 | Anti Wasilandonaki             | 1996     | 196    | atakująca    |
| 12 | Diana Duarte                   | 1999     | 194    | środkowa     |
| 13 | Neriman Özsoy (do 22.10.2024)  | 1988     | 188    | przyjmująca  |
| 14 | Melis Durul (od 13.12.2024)    | 1993     | 185    | atakująca    |
| 17 | Júlia Bergmann                 | 2001     | 196    | przyjmująca  |
| 21 | Roberta Ratzke                 | 1990     | 185    | rozgrywająca |
| 22 | Hanna Orthmann (od 02.01.2025) | 1998     | 185    | przyjmująca  |
| 44 | Karmen Aksoy                   | 2003     | 190    | środkowa     |

### Sezon 2023/2024
| Nr | Imię i nazwisko      | Data ur. | Wzrost | Pozycja               |
| -- | -------------------- | -------- | ------ | --------------------- |
| 1  | Melis Yılmaz         | 1997     | 167    | libero                |
| 2  | Buse Kayacan         | 1992     | 176    | libero                |
| 3  | Kiera Van Ryk        | 1999     | 189    | atakująca             |
| 5  | Şeyma Ercan          | 1994     | 187    | przyjmująca           |
| 6  | Kübra Akman          | 1994     | 197    | środkowa              |
| 8  | Dicle Nur Babat      | 1990     | 192    | środkowa              |
| 9  | Macris Carneiro      | 1989     | 178    | rozgrywająca          |
| 10 | Derya Güç            | 1997     | 186    | przyjmująca           |
| 11 | Anti Wasilandonaki   | 1996     | 196    | przyjmująca/atakująca |
| 12 | Diana Duarte         | 1999     | 194    | środkowa              |
| 13 | Neriman Özsoy        | 1988     | 188    | przyjmująca           |
| 16 | Merve Ikbal Albayrak | 1991     | 182    | środkowa              |
| 17 | Sıla Calışkan        | 1996     | 183    | rozgrywająca          |
| 77 | Júlia Bergmann       | 2001     | 196    | przyjmująca           |

### Sezon 2022/2023
| Nr | Imię i nazwisko       | Data ur. | Wzrost | Pozycja      |
| -- | --------------------- | -------- | ------ | ------------ |
| 1  | Melis Yılmaz          | 1997     | 167    | libero       |
| 2  | Buse Kayacan          | 1992     | 176    | libero       |
| 3  | Kiera Van Ryk         | 1999     | 189    | atakująca    |
| 4  | Özlem Tuğral          | 2001     | 172    | rozgrywająca |
| 5  | Şeyma Ercan           | 1994     | 187    | przyjmująca  |
| 6  | Polen Ünver           | 1990     | 193    | atakująca    |
| 7  | Ada Germen            | 1997     | 184    | przyjmująca  |
| 8  | Dicle Nur Babat       | 1990     | 192    | środkowa     |
| 9  | Madison Kingdon       | 1993     | 185    | przyjmująca  |
| 10 | Çağla Akın            | 1995     | 178    | rozgrywająca |
| 11 | Bahar Toksoy Guidetti | 1988     | 188    | środkowa     |
| 12 | Hanna Orthmann        | 1998     | 185    | przyjmująca  |
| 13 | Zeynep Sude Demirel   | 2000     | 198    | środkowa     |
| 17 | Naz Aydemir Akyol     | 1990     | 186    | rozgrywająca |
| 18 | Emily Maglio          | 1996     | 189    | środkowa     |

### Sezon 2021/2022
| Nr | Imię i nazwisko                     | Data ur. | Wzrost | Pozycja      |
| -- | ----------------------------------- | -------- | ------ | ------------ |
| 1  | Lauren Carlini                      | 1995     | 185    | rozgrywająca |
| 2  | Hanna Orthmann (od 17.01.2022)      | 1998     | 185    | przyjmująca  |
| 3  | Berin Yıldırım                      | 1998     | 173    | libero       |
| 5  | Şeyma Ercan                         | 1994     | 187    | przyjmująca  |
| 6  | Polen Ünver                         | 1990     | 193    | atakująca    |
| 7  | Kiera Van Ryk                       | 1999     | 189    | atakująca    |
| 8  | Ada Germen (od 29.12.2021)          | 1997     | 184    | przyjmująca  |
| 9  | Aslı Kalaç                          | 1995     | 183    | środkowa     |
| 11 | Bahar Toksoy Guidetti               | 1988     | 188    | środkowa     |
| 12 | Tetori Dixon (do 12.02.2022)        | 1992     | 191    | środkowa     |
| 13 | Büşra Şahin                         | 1997     | 190    | środkowa     |
| 14 | Ceren Önal                          | 1997     | 185    | środkowa     |
| 15 | İrem Çor                            | 1996     | 178    | rozgrywająca |
| 16 | Özlem Tuğral                        | 2001     | 172    | rozgrywająca |
| 17 | Mehtap Öztunalı                     | 2003     | 188    | przyjmująca  |
| 18 | Cemre Janset Erkul                  | 1997     | 185    | środkowa     |
| 19 | Madison Kingdon                     | 1993     | 185    | przyjmująca  |
| 20 | Dobriana Rabadżiewa (do 10.01.2022) | 1991     | 190    | przyjmująca  |

### Sezon 2020/2021
| Nr | Imię i nazwisko      | Data ur. | Wzrost | Pozycja               |
| -- | -------------------- | -------- | ------ | --------------------- |
| 1  | Lauren Carlini       | 1995     | 185    | rozgrywająca          |
| 2  | Merve Dalbeler       | 1987     | 180    | libero                |
| 3  | Berin Yıldırım       | 1998     | 173    | libero                |
| 5  | Şeyma Ercan          | 1994     | 187    | przyjmująca           |
| 6  | Polen Ünver          | 1990     | 193    | atakująca             |
| 7  | Ada Germen           | 1997     | 184    | przyjmująca           |
| 8  | Aslı Kalaç           | 1995     | 183    | środkowa              |
| 11 | Daly Santana         | 1995     | 183    | przyjmująca           |
| 13 | Büşra Şahin          | 1997     | 190    | środkowa              |
| 16 | Özge Nur Yurtdagülen | 1993     | 193    | środkowa              |
| 17 | Nursevil Aydınlar    | 1995     | 190    | rozgrywająca          |
| 18 | Ebrar Karakurt       | 2000     | 195    | przyjmująca/atakująca |
| 19 | Madison Kingdon      | 1993     | 185    | przyjmująca           |

### Sezon 2019/2020
| Nr | Imię i nazwisko               | Data ur. | Wzrost | Pozycja      |
| -- | ----------------------------- | -------- | ------ | ------------ |
| 3  | Berin Yıldırım                | 1998     | 173    | libero       |
| 4  | Aneta Havlíčková              | 1987     | 190    | atakująca    |
| 5  | Şeyma Ercan                   | 1994     | 187    | przyjmująca  |
| 6  | Ceylan Arisan                 | 1994     | 193    | środkowa     |
| 7  | Ada Germen                    | 1997     | 184    | przyjmująca  |
| 8  | Funda Bilgi                   | 1983     | 170    | libero       |
| 9  | Özge Çemberci                 | 1985     | 182    | rozgrywająca |
| 10 | Özge Nur Yurtdagülen          | 1993     | 193    | środkowa     |
| 11 | Anne Buijs                    | 1991     | 191    | przyjmująca  |
| 12 | Büşra Kılıçlı (od 08.01.2020) | 1990     | 185    | środkowa     |
| 13 | Büşra Şahin                   | 1997     | 190    | środkowa     |
| 15 | Freya Aelbrecht               | 1990     | 189    | środkowa     |
| 16 | Yasemin Özel                  | 1998     | 184    | przyjmująca  |
| 17 | Nursevil Aydınlar             | 1995     | 190    | rozgrywająca |
| 19 | Madison Kingdon               | 1993     | 185    | przyjmująca  |

### Sezon 2018/2019
| Nr | Imię i nazwisko      | Data ur. | Wzrost | Pozycja      |
| -- | -------------------- | -------- | ------ | ------------ |
| 1  | Berin Yıldırım       | 1998     | 173    | libero       |
| 4  | Aneta Havlíčková     | 1987     | 190    | atakująca    |
| 5  | Şeyma Ercan          | 1994     | 187    | przyjmująca  |
| 7  | Stephanie Enright    | 1990     | 178    | przyjmująca  |
| 8  | İpek Soroğlu         | 1985     | 194    | środkowa     |
| 9  | Özge Çemberci        | 1985     | 182    | rozgrywająca |
| 10 | Funda Bilgi          | 1983     | 170    | libero       |
| 11 | Christina Rusewa     | 1991     | 190    | środkowa     |
| 12 | Jelena Nikolić       | 1982     | 194    | przyjmująca  |
| 14 | Duygu Arslan         | 1992     | 180    | środkowa     |
| 15 | İrem Cor             | 1996     | 178    | rozgrywająca |
| 17 | Polina Rəhimova      | 1990     | 198    | atakująca    |
| 18 | Su Zent              | 1996     | 185    | środkowa     |
| 20 | Yağmur Mislina Kılıç | 1996     | 189    | przyjmująca  |